# نهى عيد
نهى محمود عيد، (من مواليد 10 مارس 1987) لاعبة كرة طائرة مصرية متقاعدة. كانت ضمن تشكيل منتخب مصر لكرة الطائرة للسيدات.
شاركت في كأس العالم لكرة الطائرة للسيدات في 2003. وعلى مستوى الأندية، فقد لعبت لصالح بالنادي الأهلي منذ 2003.

## وصلات خارجية
- "Team Player's biography". fivb.org. مؤرشف من الأصل في 2017-07-06. اطلع عليه بتاريخ 2017-10-04.
- "VOLLEYBALL • Match result – Women's World Cup 2003" (PDF). 3 نوفمبر 2003. مؤرشف من الأصل (PDF) في 2019-04-08. اطلع عليه بتاريخ 2017-10-04.
- "TODOVOLEY - 2006 Women's World Championship / First Round Cairo, Egypt - CAMPEONATO DEL MUNDO 2018 - Fase de Clasificación". todovoley.mforos.com. مؤرشف من الأصل في 2019-04-08. اطلع عليه بتاريخ 2017-10-04.